# Priorwood Garden

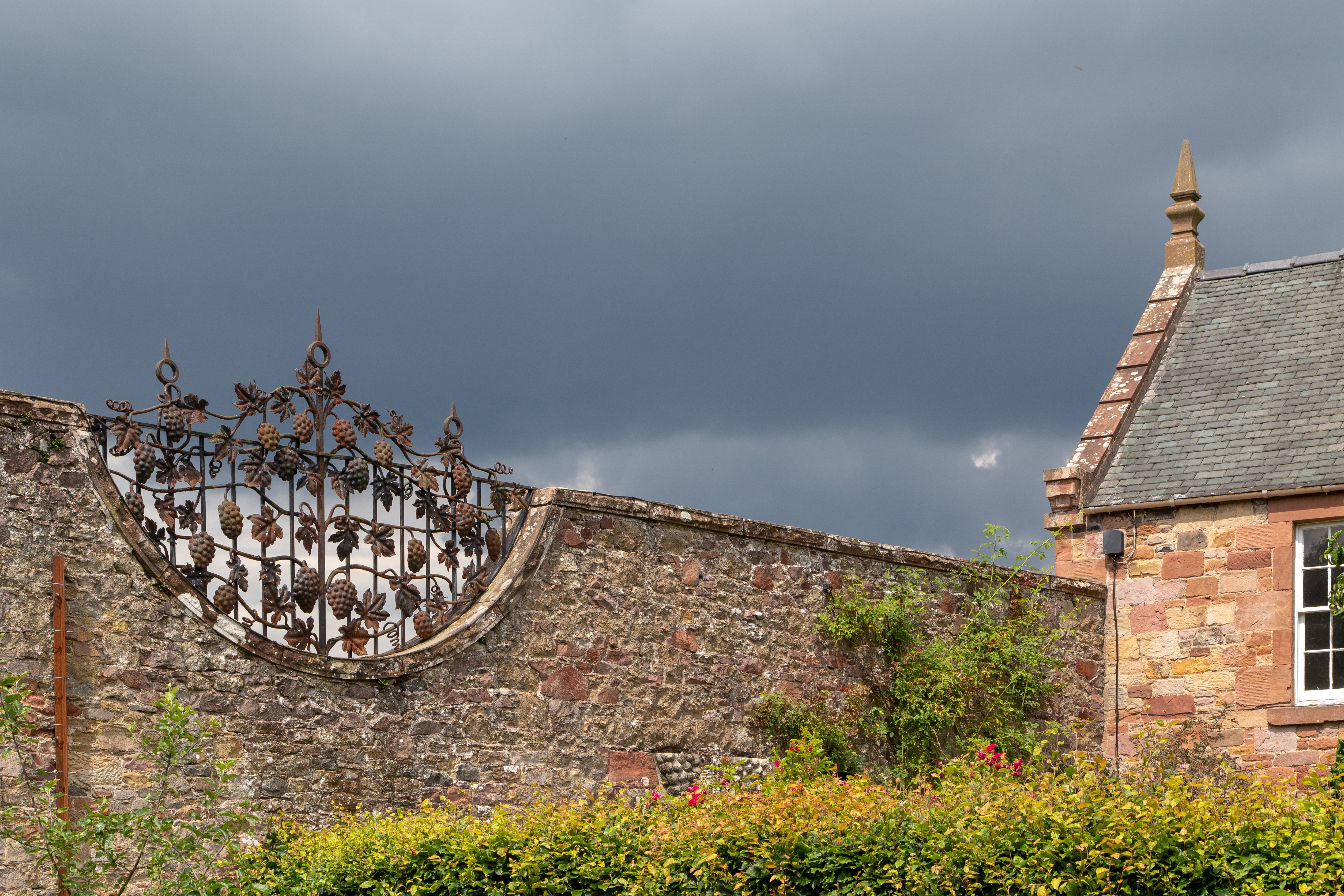
Schmiedearbeit in der Einfriedungswand von Priorwood Garden

Priorwood Garden liegt in der Stadt Melrose in der Council Areas Scottish Borders in Schottland, in direkter Nachbarschaft zur Melrose Abbey. Der Garten wird vom National Trust for Scotland (NTS) verwaltet. In der Nähe liegt der auch dem NTS gehörende Harmony Garden.

## Beschreibung
Priorwood Garden ist ein eingefriedeter Garten mit einem Gärtnerhäuschen. Das Gärtnerhaus wurde vom Historic Environment Scotland in der schottischen Denkmalliste in die dritthöchste Kategorie C aufgenommen. Der Garten ist in drei Bereiche geteilt. Im ersten werden Blumen und Kräuter gepflanzt, um daraus Trockenblumen herzustellen. Der zweite Bereich ist ein Obstgarten, in dem 90 Apfelsorten gepflanzt sind, darunter 70 alte Sorten (heritage varieties). Daneben gibt es dort Pflaumen, Birnen, Zwetschgen und Renekloden. Im dritten Bereich ist ein Wäldchen. Im Garten steht eine bronzene Taubenskulptur von David Annand und in der Umfriedungswand ist eine kunstvolle Schmiedearbeit eingearbeitet. Im Herbst 2020 stellte Anna Turnbull im Priorwood Garden eine Serie von aus Weiden geflochtenen Tierfiguren (willow sculptures) aus. 2024 betrug die Besucherzahl etwa 43.000 Personen.

## Geschichte
1992 wurden auf dem Gelände des Gartens Ausgrabungen durchgeführt. Die Ergebnisse sind in der Datenbank CANMORE dokumentiert.